# Uncaria callophylla
Uncaria callophylla är en måreväxtart som beskrevs av Carl Ludwig von Blume och Pieter Willem Korthals. Uncaria callophylla ingår i släktet Uncaria och familjen måreväxter. Inga underarter finns listade i Catalogue of Life.